# 堀内汰門
堀内 汰門（ほりうち たもん、1996年9月16日 - ）は、埼玉県比企郡滑川町出身の元プロ野球選手（捕手）。右投右打。

## 経歴

### プロ入り前
小学校3年生の時に加須市の軟式野球チームで野球を始め、5年生の時に滑川町に引っ越してからは「坂戸中央ボーイズ」でプレーし、中学生時代は「坂戸ボーイズ」で捕手や投手としてプレーしていたが、3年生時の6月頃から肩に痛みを覚えるとやがて野球を辞め不登校にもなった。
中学卒業後は通信制の高校に入ったが、坂戸ボーイズの練習に参加したのをきっかけに再び野球に目覚め、1年生時の8月に山村国際高校に編入し野球部に入部した。
3年生の時の夏の甲子園・埼玉大会の初戦では捕手として出場、前年の秋季県大会優勝校で甲子園出場経験もある花咲徳栄を破った。その後チームは5回戦で敗退したが、野球部初のベスト16入りとなった。なお、高校通算では22本塁打を放っている。
2014年10月23日に行われたプロ野球ドラフト会議で福岡ソフトバンクホークスに育成選手ドラフト4巡目で指名され入団した。
背番号は131。

### プロ入り後
2015年は、6月上旬に西戸崎合宿所での練習中に負傷し、6月15日、骨折した右鎖骨を金属で固定する手術を福岡市内の病院で受けたと発表された。その影響から二軍戦での出場機会は無く、三軍戦において21試合に出場、打率.102だった。
2016年は二軍公式戦において2試合の出場を果たす。三軍戦では66試合に出場、打率.262の成績を残す。
2017年、攝津正、中田賢一らのグアム自主トレに参加。二軍公式戦は1試合のみの出場だったが、三軍戦において、63試合に出場し、打率.286、1本塁打、11打点と、前年より好成績をおさめる。10月31日、育成選手制度の規定により自由契約公示されたが、12月6日、来シーズンの育成選手契約締結が発表された。
2018年、栗原陵矢と髙谷裕亮がオープン戦途中で故障離脱し、捕手が不足したことから、開幕直前の3月27日に支配下登録された。背番号は39。開幕一軍入りを果たしたが、出場のないまま半月ほどで登録を抹消された。二軍公式戦は25試合、三軍戦は48試合に出場したが、どちらでも打率が2割を下回る不調なシーズンであった。
2019年も一軍出場はなく、10月24日、球団より来季の契約を結ばない旨を通告され、育成選手としての再契約の打診を受けた。これを承諾し、再度育成選手として契約した。背番号は144。
2020年、二軍公式戦に26試合出場して打率.150。三軍戦では44試合に出場し、打率.224、2打点を記録する。11月4日、戦力外通告が公示された。

### プロ退団後
2020年12月25日、2021年からJFE西日本でプレーすることが本人のインスタグラムで発表された。
2021年11月16日、JFE西日本を退団し社会人野球を引退することを発表した。
2022年1月より、パーソナル野球教室「89塾汰門」を宮崎県で開業している。また、同年4月からは都城市の看護学校に通っており、週2回の野球教室を行いながら看護師をなることも目指している。

## 詳細情報

### 年度別打撃成績
- 一軍公式戦出場なし

### 背番号
- 131 （2015年 - 2018年3月26日）
- 39 （2018年3月27日 - 2019年）
- 144 （2020年）

### 登場曲
- 「Hero」 安室奈美恵 (2018年)
- 「Continue」SEAMO（2019年）
- 「もぐらの唄」EXPRESS（2019年）
- 「Tamam Tamam」Summer Cem （2020年 - ）
- 「We Were Just Kids (ft. Craig David & Kirsten Joy)」クリーン・バンディット （2020年 - ）